# Musical: Ab ins Rampenlicht!
Musical: Ab ins Rampenlicht! (portugiesischer Originaltitel: O Coro: Sucesso, Aqui Vou Eu) ist eine brasilianische Dramaserie, die von Miguel Falabella geschaffen wurde. Die Serie wird von den Produktionsfirmen Nonstop und Formata Produções e Conteúdo im Auftrag der Walt Disney Company umgesetzt. In Brasilien fand die Premiere der Serie am 28. September 2022 auf Disney+ statt. Im deutschsprachigen Raum erfolgte die Erstveröffentlichung der Serie durch Disney+ am 1. Februar 2023.

## Handlung
Junge Erwachsene unterschiedlichster Herkunft folgen dem Auditionaufruf für einen Platz in einer renommierten Musiktheatertruppe in Brasilien. Sie sehen darin die Chance, ihre längst in den Hintergrund gerückten Träume wieder aufleben zu lassen und sich neue Ziele zu setzen, während sie eine Karriere im Musiktheater anstreben. Bestärkt durch das Meistern der ersten großen Hürde durchleben die angehenden Sänger und Schauspieler ein buntes Wechselbad der Gefühle, in dem nicht nur ihre Faszination für die facettenreiche Welt des Musiktheaters gestärkt wird, sondern sie auch mit verschiedenen Formen der Liebe, den Geistern ihrer Vergangenheit, Verrat und der Angst vorm Scheitern konfrontiert werden. Denn eines ist sicher: Von einem Tag auf den anderen können sich sowohl ihre Träume als auch ihre Zukunftschancen in Luft auflösen, falls sie nicht weiterkommen sollten.

## Besetzung und Synchronisation
Die deutschsprachige Synchronisation entstand nach den Dialogbüchern von Petra Rochau sowie unter der Dialogregie von Ariane Seeger durch die Synchronfirma Iyuno-SDI Group Germany in Berlin.

### Hauptdarsteller
| Rolle                    | Schauspieler        | Synchronsprecher   |
| ------------------------ | ------------------- | ------------------ |
| Renato Milva             | Miguel Falabella    | Dieter Memel       |
| Nora Labbra              | Gabriella Di Grecco | Olivia Büschken    |
| Marita Bell              | Sara Sarres         | Susanne Geier      |
| Marion de Almeida        | Karin Hils          | Peggy Sander       |
| Artur Manzo              | Guilherme Magon     | Michael Baral      |
| Fernando Lino            | Magno Bandarz       | Bernd Egger        |
| Sandra Regina dos Santos | Luci Salutes        | Josephine Schmidt  |
| Jorge Novaes             | Lucas Wickhaus      | Amadeus Strobl     |
| Cícero „Sissy“           | Bruno Boer          | Dirk Petrick       |
| Alícia Peralta           | Micaela Díaz        | Laurine Betz       |
| Ivone                    | Graciely Junqueira  | Julia Bautz        |
| Antonia Lowe             | Carolina Amaral     | Jenny Maria Meyer  |
| Maurício Sombah          | Rhener Freitas      | Lucas Wecker       |
| Leandro Maciel           | Daniel Rangel       | Tim Schwarzmaier   |
| Reginaldo de Almeida     | Hipólyto            | Karim El Kammouchi |
| Cristina Davas           | Bárbara Guerra      | Tina Haseney       |

### Nebendarsteller
| Rolle                        | Schauspieler      | Synchronsprecher |
| ---------------------------- | ----------------- | ---------------- |
| Délia Novaes                 | Lilian Valeska    | Anna Dramski     |
| Deise Novaes                 | Letícia Soares    | Elisa Bannat     |
| Glória                       | Ester Elias       | Andrea Cleven    |
| Alessandro Manzo             | Sam Sabbá         | Luca Hinz        |
| Mariano Fronzi               | Daniel Rocha      | Christian Intorp |
| Cyrano de Almeida            | Rafael Machado    | Samuel Zekarias  |
| Dione dos Santos             | Renata Vilela     | Ariane Seeger    |
| João Maciel                  | Jandir Ferrari    | Frank Kirschgens |
| Isabel Labbra                | Débora Olivieri   | Silke Matthias   |
| Emídio                       | Caio Mutai        | Yannik Raiss     |
| Florência „Flor“ Albuquerque | Bia Brumatti      | Nina Schatton    |
| Freddy                       | Fernando Dente    | Maik Rogge       |
| Josimar                      | Alexandre Moreno  | André Röhner     |
| Caio                         | Breno Ganz        | Konrad Bösherz   |
| Joaquim                      | Guilherme Logullo | Fabian Kluckert  |
| Lívia                        | Raíza Dezorzi     | Noemi Ferrari    |

## Episodenliste
| Nr. | Deutscher Titel           | Originaltitel                  | Erstveröffentlichung (Brasilien) | Deutschsprachige Erstveröffentlichung (D/A/CH) | Regie                               | Drehbuch                          |
| --- | ------------------------- | ------------------------------ | -------------------------------- | ---------------------------------------------- | ----------------------------------- | --------------------------------- |
| 1   | Die Musical Theatergruppe | Você Sabe o que é ter um Amor? | 28. Sep. 2022                    | 1. Feb. 2023                                   | Cininha de Paula & Miguel Falabella | Miguel Falabella & Rosana Hermann |
| 2   | Vorhang auf               | Berrante                       | 28. Sep. 2022                    | 1. Feb. 2023                                   | Cininha de Paula & Miguel Falabella | Miguel Falabella & Rosana Hermann |
| 3   | Die nächste Runde         | Toda Forma de Amor             | 28. Sep. 2022                    | 1. Feb. 2023                                   | Cininha de Paula & Miguel Falabella | Miguel Falabella & Rosana Hermann |
| 4   | Auf dem Prüfstand         | O Amor é meu País              | 28. Sep. 2022                    | 1. Feb. 2023                                   | Cininha de Paula & Miguel Falabella | Miguel Falabella & Rosana Hermann |
| 5   | Auf Abwegen               | À Beira do Caminho             | 28. Sep. 2022                    | 1. Feb. 2023                                   | Cininha de Paula & Miguel Falabella | Miguel Falabella & Rosana Hermann |
| 6   | Zweite Chancen            | Flor da Idade                  | 28. Sep. 2022                    | 1. Feb. 2023                                   | Cininha de Paula & Miguel Falabella | Miguel Falabella & Rosana Hermann |
| 7   | Früher war alles besser?  | Sucesso, Aqui Vou Eu           | 28. Sep. 2022                    | 1. Feb. 2023                                   | Cininha de Paula & Miguel Falabella | Miguel Falabella & Rosana Hermann |
| 8   | Veränderungen             | A Chuva que Molhou seu Rosto   | 28. Sep. 2022                    | 1. Feb. 2023                                   | Cininha de Paula & Miguel Falabella | Miguel Falabella & Rosana Hermann |
| 9   | Verbitterung              | Divino Maravilhoso             | 28. Sep. 2022                    | 1. Feb. 2023                                   | Cininha de Paula & Miguel Falabella | Miguel Falabella & Rosana Hermann |
| 10  | Die Liste                 | Tente Outra Vez                | 28. Sep. 2022                    | 1. Feb. 2023                                   | Cininha de Paula & Miguel Falabella | Miguel Falabella & Rosana Hermann |